# دبليو آر سي 10
دبليو آر سي 10 (بالإنجليزية: WRC 10)‏ تعرف أيضًا باسم دبليو آر سي 10 أف آي أيه ورلد رالي تشامبيونشيب (بالإنجليزية: WRC 10 FIA World Rally Championship)‏ هي لعبة فيديو سباقات من تطوير الأستوديو الفرنسي كيلوتون، ونشر بيغ بن إنتراكتيف. اللعبة تكملة للجزء السابق دبليو آر سي 9 وهي اللعبة الرسمية لبطولة العالم لرالي لعام 2021. من المقرر إصدار اللعبة على مايكروسوفت ويندوز، وبلاي ستيشن 5، وبلاي ستيشن 4، وإكس بوكس سيريس إكس وسيريس أس، وإكس بوكس ون في 2 سبتمبر 2021، وإصدار نسخة نينتندو سويتش عام 2022، تدعم اللعبة 16 لغة، ومن بينها العربية.

## التطوير
كُشف عن لعبة دبليو آر سي 10 في أبريل 2021 باعتبارها لعبة الفيديو الرسمية لبطولة العالم للراليات لعام 2021، والتي تضم جميع الجولات الإثني عشر من الموسم، بما في ذلك رالي كرواتيا، رالي إستونيا، رالي إيبرس ورالي كاتالونيا. احتفالًا بالذكرى الخمسين لبطولة العالم للراليات، ستقدم اللعبة العديد من سيارات الرالي التاريخية بدءًا من حقبة مجموعة بي الكلاسيكية إلى سيارات الرالي العالمية الحديثة، مثل: ألبين أيه 110، وأودي كواترو، ولانشيا دلتا قروب أيه، وسيتروين كسارا دبليو آر سي. من المقرر إصدار اللعبة على مايكروسوفت ويندوز، وبلاي ستيشن 5، وبلاي ستيشن 4، وإكس بوكس سيريس إكس وسيريس أس، وإكس بوكس ون في 2 سبتمبر 2021، وإصدار نسخة نينتندو سويتش في وقت لاحق من العام.

## وصلات خارجية
- الموقع الرسمي